# Oka (automobile)
Pour les articles homonymes, voir Oka.
Oka est une voiture automobile urbaine conçue en Union soviétique par le constructeur AvtoVAZ, produite à partir de 1988.

## Historique
Au début des années 80, le constructeur VAZ-Lada a été « invité » par le gouvernement soviétique à négocier un nouvel accord de coopération avec le groupe italien Fiat pour la conception et le développement d'une nouvelle génération de voiture urbaine. À cette époque, Fiat Auto étudiait le remplacement de sa mini Fiat 126. Le cahier des charges était très ambitieux et prévoyait une voiture moderne, traction avant, suspensions indépendantes, moteur à trois cylindres, carrosserie à deux volumes avec hayon, l'idée étant de fusionner l'esthétique de la Fiat 126 modernisée avec le concept technique de la Fiat Panda. Fiat participa à la conception de la nouvelle réalisation de plusieurs prototypes dont l'un très proche de la future Fiat Cinquecento, les lenteurs tatillonnes et tiraillements au sein de l'administration soviétique firent que le constructeur italien se retirera de cette association, préférant se concentrer seul sur le développement de nouveaux modèles pour sa filiale polonaise.
En 1985, le conseil des ministres de l'URSS prit un décret « relatif à la création de nouvelles capacités de production d'un nouveau modèle de petite voiture par les entreprises « VAZ » et « KAMAZ » et à l'usine de voitures de Serpoukhov, toutes appartenant au ministère de l'industrie automobile de l'URSS. » Dans le cadre de cette décision, l'Oka fut conçue pour remplacer la SZD, modèle rudimentaire destiné aux personnes handicapées.
À cette fin, l'usine SeAZ de Serpoukhov fut entièrement reconstruite et fut équipée avec des machines provenant tant des grandes entreprises automobiles russes que de constructeurs occidentaux de machines-outils. Les ingénieurs de SeAZ se tournèrent vers leurs collègues de chez VAZ pour la conception de l'Oka. Le concepteur de la voiture fut Andreï Rozov, un des ingénieurs en chef de VAZ, et le dessinateur Iouri Verechaguine qui s'inspira de la voiture japonaise Daihatsu Cuore. Une fois le prototype achevé, la décision fut prise de l'équiper d'un moteur VAZ-2108 (4 cylindres) « coupé en deux ». À cette époque sortit la VAZ-2108 (Lada Samara-2108) et le projet Oka devint le projet de prochaine « voiture du peuple » que « tout ingénieur de l'industrie peut s'offrir ». Lorsque la fabrication de série commença, l'usine SeAz fut acquise par VAZ.
La Oka ((ru) Ока) - qui porte le nom d'une rivière près de laquelle se trouve l'usine de construction de Serpoukhov - est la première petite voiture russe à micro-moteur (650 cm³). Elle avait vocation à être la voiture des jeunes conducteurs et la deuxième voiture des familles. Elle a été conçue pour être économique et résister longtemps, compte tenu de l'état des routes dans l'ex-URSS.

### Oka (VAZ)
L'Oka fut commercialisée sous le modèle VAZ-1111 « Оkа » ((ru) ВАЗ-1111 "Ока"). Il a été  produit par VAZ de 1988 à 1991. Au début des années 1990, le constructeur a décidé de céder ses droits sur ce modèle ainsi que la production à d'autres constructeurs d'automobiles.

### Oka (SeAZ)

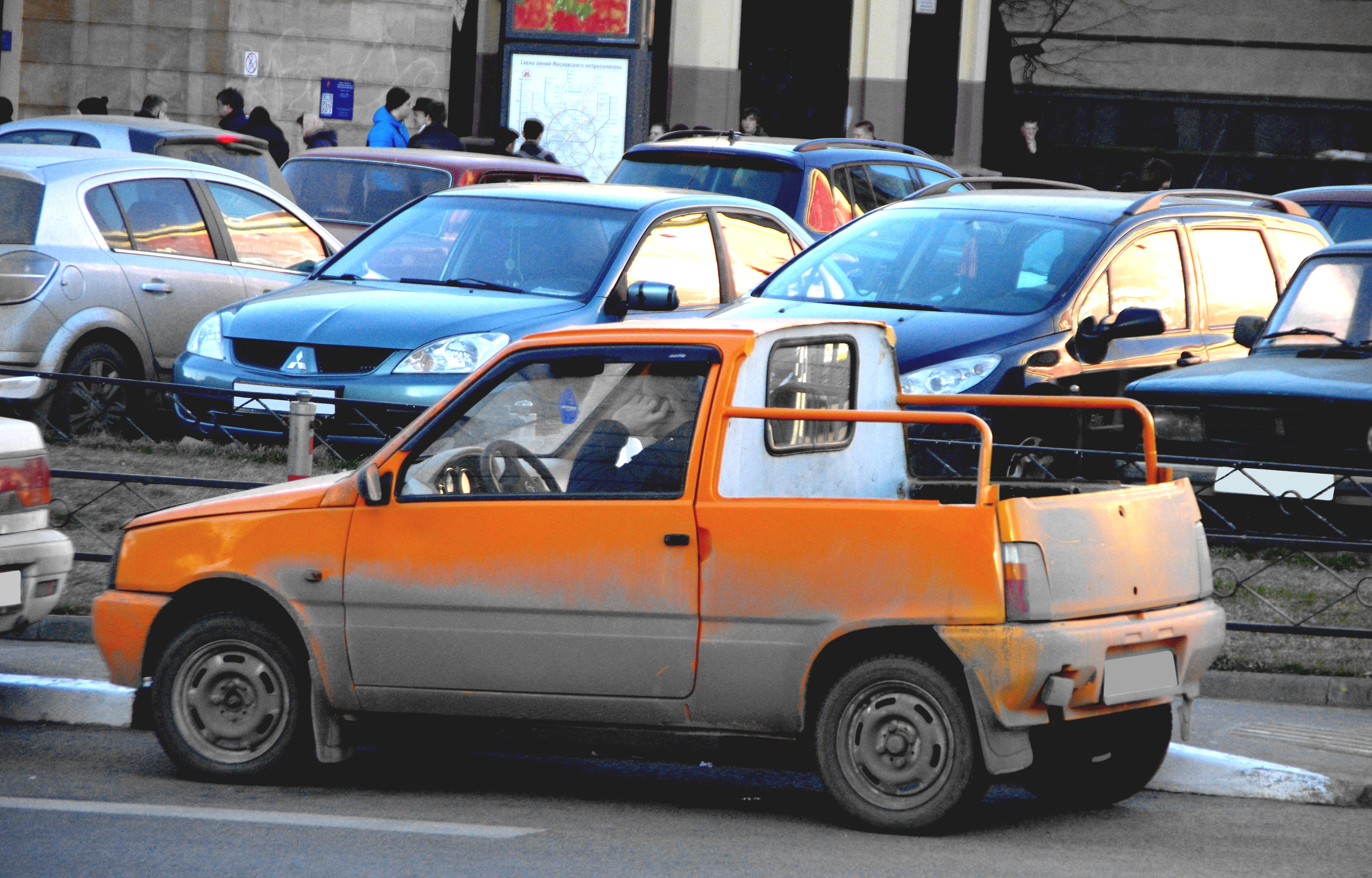
SeAZ-11116-0000011-50

VAZ a confié, en 1992, à la société SeAZ - sa filiale à l'époque - la poursuite de la fabrication de l'Oka. Le modèle a été construit dans l'usine de Serpoukhov, sous l'appellation SeAZ-111 Oka ((ru) СеАЗ-1111 Ока).
SeAZ a fabriqué, de 1996 à 2006, la version VAZ-11113 Oka conçue par ZMA. Par la suite, SeAZ a conçu deux versions utilitaires : VAZ-11301 Astro (moteur 800 cm³, 3 cylindres, 49 ch., d'origine Daewoo) et VAZ-11113-27 Toyma.
En 2006, il a été demandé à la société SeAZ de continuer à produire l'Oka (variante VAZ-11116) mais avec un moteur 3 cylindres, essence, à injection, d'origine chinoise (Tianjin Faw) ainsi qu'une version pick-up « Oka Romantique » et « Oka Lady ». SeAZ continue à produire la VAZ-11113 (équipée de l'ancien moteur de 749 cm³) dans des versions utilitaires et elle a repris à ZMA la construction des quatre versions pour personnes handicapées.

### Oka (ZMA)
La société ZMA (filiale, à l'époque, de KAMAZ) a acquis le droit de construire ce modèle, qu'elle a produit de 1992 à 2006 dans l'usine de Naberejnye Tchelny (Tatarstan). L'Oka ainsi produite a été vendue sous l'appellation Kamaz-1111 « Kama » ((ru) КамАЗ-1111 "Кама"). Ceci a été l'occasion de lui apporter quelques modifications de fabrication et d'équipement.
Une version VAZ-11113 « Оkа » ((ru) ВАЗ-11113 "Ока") est sortie, en 1996, avec un moteur à carburateur - 750 cm³, 33 ch - qui, tout en conservant le caractère économique de la voiture, a permis de la rendre un peu plus dynamique.
ZMA a également produit :
- 4 versions pour personnes handicapées VАZ 11113-21, VАZ 11113-22, VАZ 11113-23 et VАZ-11113-25 ;
- 2 versions utilitaires : VАZ-11301 « Оka » avec un générateur à l'arrière et VАZ-11113 "Toima" fourgonnette.

ZMA a définitivement arrêté de produire l'Oka à l'automne 2006.